# Кюарні
Кюарні (фр. Cuarny) — громада в Швейцарії в кантоні Во, округ Юра-Нор-Водуа.

## Географія
Громада розташована на відстані близько 65 км на захід від Берна, 27 км на північ від Лозанни.
Кюарні має площу 4,6 км², з яких на 6,7 % дозволяється будівництво (житлове та будівництво доріг), 67,3 % використовуються в сільськогосподарських цілях, 25,8 % зайнято лісами, 0,2 % не є продуктивними (річки, льодовики або гори).

## Демографія
2019 року в громаді мешкало 239 осіб (+42,3 % порівняно з 2010 роком), іноземців було 6,3 %. Густота населення становила 52 осіб/км².
За віковим діапазоном населення розподілялося таким чином: 20,9 % — особи молодші 20 років, 64 % — особи у віці 20—64 років, 15,1 % — особи у віці 65 років та старші. Було 91 помешкань (у середньому 2,6 особи в помешканні).
Із загальної кількості 59 працюючих 21 був зайнятий в первинному секторі, 11 — в обробній промисловості, 27 — в галузі послуг.